# Chlorid molybdeničný
Chlorid molybdeničný (MoCl5) je anorganická sloučenina, jeden z chloridů molybdenu.

## Příprava a vlastnosti

### Příprava
Tato sloučenina se připravuje chlorací kovového molybdenu nebo také oxidu molybdenového, protože chlorid molybdenový není možné na rozdíl od chloridu wolframového připravit za normálních podmínek.

### Vlastnosti
V pevném skupenství existuje chlorid molybdeničný v dimerní formě (Mo2Cl10), který má stejnou strukturu jako odpovídající chloridy wolframu, niobu a tantalu.
 V plynném skupenství tvoří monomerní molekuly.
Je také paramagnetický.

## Použití
Chlorid molybdeničný je důležitý prekurzor v přípravě ostatních sloučenin molybdenu.
 Jedná se o silné oxidační činidlo.
MoCl5 je také Lewisova kyselina.
 V organické syntéze je příležitostně používán k chloracím a deoxygenačním reakcím.

## Bezpečnost
MoCl5 je agresivní oxidant a při styku s vodou se rozkládá za vzniku kyseliny chlorovodíkové.